# مسار إجباري
فرقة مسار إجباري فريق غنائي مصري، تأسس الفريق عام 2004 ويقدم الموسيقى التي تمزج بين موسيقى الروك والجاز والبلوز مع التراث الغنائي المصري، ويضم الفريق كلا من أحمد حافظ وأيمن مسعود وهانى الدقاق ومحمد صيام وتامر عطاالله.

قدم الفريق 4 ألبومات والعديد من الأغاني المنفردة، وفي عام 2014 حصل الفريق على جائزة (Middle East Music Award) كأفضل فريق غنائي.

## أعضاء الفرقة
- هاني الدقاق: جيتار وغناء
- أيمن مسعود: كيبورد
- محمود صيام: جيتار
- أحمد حافظ: باص
- تامر عطا الله: درامز[7][8][9]

## السيرة الفنية
تأسس فريق مسار إجباري في 2005، اختار أعضاء الفريق هذا الاسم الساخر اعتراضا منهم على القيود التي يفرضها المجتمع لمحاولة تنميط أسلوب حياة الشباب مما يضيق مساحة الإبداع والابتكار. ساعد في تأسيس الفريق عارف الترومبيت الفرنسي Benoit Fabry والذي كان مقيما في الإسكندرية آنذاك. وانضم الفريق في الفترة من 2006 وحتى 2008 عازف الجيتار شادي ناجي.
اهتم الفريق منذ بدايته بالقيام بجولات في أماكن مختلفة. فشارك الفريق في مهرجانات في أوروبا. كما قدم عروضا في الولايات المتحدة الأمريكية، وشارك في مهرجانات أفريقية في تنزانيا
كما قدم عروضا في العديد من الدول العربية وشمال أفريقيا.
اشترك الفريق في عدة أفلام منها فيلم حاوي للمخرج إبراهيم البطوط وفيلم ميكروفون للمخرج أحمد عبد الله وبعض الأفلام التسجيلية. شارك الفريق مع جماعة المسرح البديل في تقديم عرض «سطور من دفاتر مصر» وهو عرض يدمج الحكي بالموسيقى وتم عرضه في القاهرة، الإسكندرية، بيروت، تونس، صفاقس، جلاسجو.

## ديسكوغرافيا

### ألبومات
- نص الحاجات (2022)[14]
- ألبوم الألبوم (2018)
- تقع وتقوم (2015)
- اقرا الخبر (2013)[15]

### أغاني منفردة
| - نص الحاجات - القناع - تتر برنامج مصطفي حسني - أقوي حب - من اعلان العربى جروب - فاكرة - كائن فضائي - مع MTM - للحزن أصول - متحسبش - نضرني زين - نهايات الحكاوي - صياد - طريق تاني - كانت هتفرق - تقع وتقوم - عطشان - قلبك ده عنواني | - اوقات - بطولي - انك تطير - لسه الدنيا - صباحك - يا عم - زيك انا - ماتخافيش - اقرا الخبر - اجباري المسار - الليل - ادف - شتا - انا موجود - المرور | - حاوي - ادف - ريمكس - حد تايه - كائن فضائي - مطلوب حبيب - شيرو فوبيا - الاقرب احلي - دي بتاعتك - اعلان فيروز - صاحب - وصلنا بعد سنين - اعلان فودافون ان - مساومات - يارب - مع وسط البلد - مفارق ليه |

## أعمال فنية
شارك الفريق بالغناء في فيلم ميكروفون عام 2010، كما شاركوا كضيوف شرف في حليقات برنامج ساترداي نايت لايف بالعربي عام 2016.

## الجوائز
حصل الفريق على جائزة Middle East Music Award كأحسن فريق في سنة 2014، في أبريل 2011 تم تكريم الفريق بمقر مؤسسة اليونيسكو بباريس وتم اعطاء مسار إجباري لقب Artist for Intercultural Dialogue between the Arab and
Western worlds،
حصل الفريق على جائزة أحسن موسيقى تصويرية في مهرجان المركز الكاثوليكي السينمائي عن فيلم حاوي.

## وصلات خارجية
- مسار إجباري على موقع IMDb (الإنجليزية)
- مسار إجباري على موقع ميوزك برينز (الإنجليزية)
- مسار إجباري على موقع ديسكوغز (الإنجليزية)